# Donji Štrpci
Donji Štrpci (en serbe cyrillique : Доњи Штрпци) est un village de Bosnie-Herzégovine. Il est situé dans la municipalité de Prnjavor et dans la république serbe de Bosnie. Selon les premiers résultats du recensement bosnien de 2013, il compte 1 199 habitants.

## Démographie

### Évolution historique de la population dans la localité
| 1948 | 1953 | 1961  | 1971  | 1981  | 1991   | 2013  |
| ---- | ---- | ----- | ----- | ----- | ------ | ----- |
| -    | -    | 1 901 | 1 712 | 1 657 | 1 516, | 1 199 |

|  |

### Communauté locale
En 1991, Donji Štrpci faisait partie de la communauté locale de Štrpci qui comptait 2 872 habitants, répartis de la manière suivante :